# Colli Bolognesi Pignoletto Colline di Riosto
Il Colli Bolognesi Pignoletto Colline di Riosto era una tipologia del vino DOC Colli Bolognesi, in seguito abrogata.